# Fabian De Geer

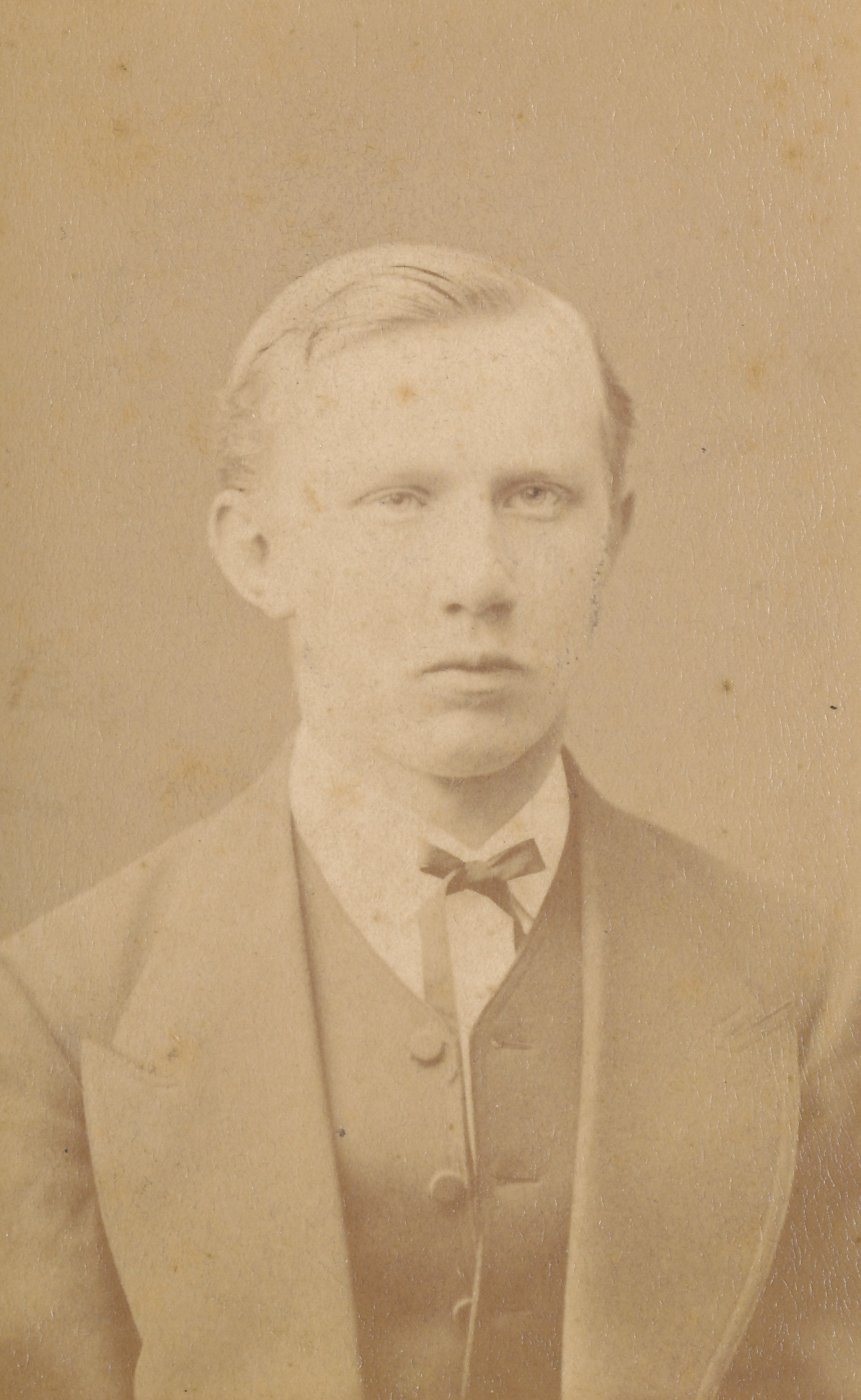
En ung Fabian De Geer.

Fabian Otto Gerard De Geer af Finspång, född 28 april 1850 i Kumla församling, Örebro län, död 18 april 1934 i Hedvig Eleonora församling, Stockholms stad, var en svensk friherre, militär och ämbetsman.

## Biografi
Fabian De Geer af Finspång föddes 1850 på Säbylund i Kumla församling. Han var son till godsägaren och kaptenen friherre Gerard De Geer af Finspång, dotterson till Sven Lidman och brorson till statsminister Louis De Geer. De Geer blev 17 januari 1868 kadett vid Militärhögskolan Karlberg och utexaminerades 22 december 1870. Han blev 29 december 1870 löjtnant vid Närkes regemente, senare livregementet till fot. De Geer var från 1872 till 1873 hospitant vid Ultuna lantbruksinstitut och blev 1874 arrendator vid Ullavi i Kils socken. Han blev 27 september 1878 löjtnant och besökte samma år Schweiz och Frankrike för studier i jordbruk. 1885 gjorde han studier i Holland och norra Tyskland. De Geer blev 1886 disponent för Hasselfors Bruks AB och blev 1 februari 1889 kapten. Han slutade 1890 som arrendator vid Ullavi och utnämndes 1 december 1893 till riddare av Svärdorden. De Geer blev 1893 ledamot av Örebro läns landsting samt hushållningssällskaps förvaltningsutskott och utnämndes 1 december 1896 till RVO. De Geer var chef för Ulfshytte järnverk, stiftelsen Lundsbergs skola och Eugeniahemmets förvaltningsutskott. Han fick 30 mars 1901 avskedad ut krigstjänsten och utnämndes samma år till ledamot av Lantbruksakademien. De Geer blev 3 december 1902 vice preses i Lantbruksakademien och utnämndes 1902 till HLLA. Han var sedan ordförande i Örebro läns hushållningssällskap och utnämndes 1 december 1903 till RNO.
Han blev 5 oktober 1906 landshövding i Skaraborgs län och slutade 1907 som disponent vid Hasselfors Bruks AB. De Geer utnämndes 5 juni 1909 till kommendör av Nordstjärneordens första klass och var från 1912 till 1916 ledamot av Sveriges riksdags första kammare. Den 6 juni 1917 utnämndes han till kommendör med stora korset av Nordstjärneorden och fick avskedad 3 juli samma år.
Han fick Örebro läns hushållningssällskaps stora guldmedalj, Skaraborgs läns Skyttemedalj i guld, Svenska mosskulturföreningens guldmedalj. De Geer var hedersledamot av Örebro och Skaraborgs läns hushållningssällskap och ordförande i styrelserna för Mellersta Sveriges sockerfabrik AB, Svenska mosskulturföreningen och Lesjöfors bruksaktiebolag. Han var vice ordförande i Svenska utsädesföreningen. De Geer ägde del i Lindö i Vallentuna socken och Harg i Skånela socken.
Fabian De Geer är begravd på Lovö kyrkogård.

### Familj
De Geer af Finspång gifte sig 1 september 1887 i Nättraby kyrka med grevinnan Agathe Wachtmeister af Johannishus, dotter av landshövdingen Hans Wachtmeister af Johannishus och Ebba De Geer af Finspång. De fick tillsammans barnen författaren Louis De Geer (1888–1920), politikern Gerard De Geer (1889–1980), föreståndarinnan Eva De Geer (1892–1970) för Svenska tobaksmonopolets skolbarnhem, Vilhelm De Geer (1893–1966) och företagsledaren Jakob De Geer (född 1899).